# Systena californica
Systena californica är en skalbaggsart som beskrevs av Blake 1935. Systena californica ingår i släktet Systena och familjen bladbaggar. Inga underarter finns listade i Catalogue of Life.